# Wataniya Airways

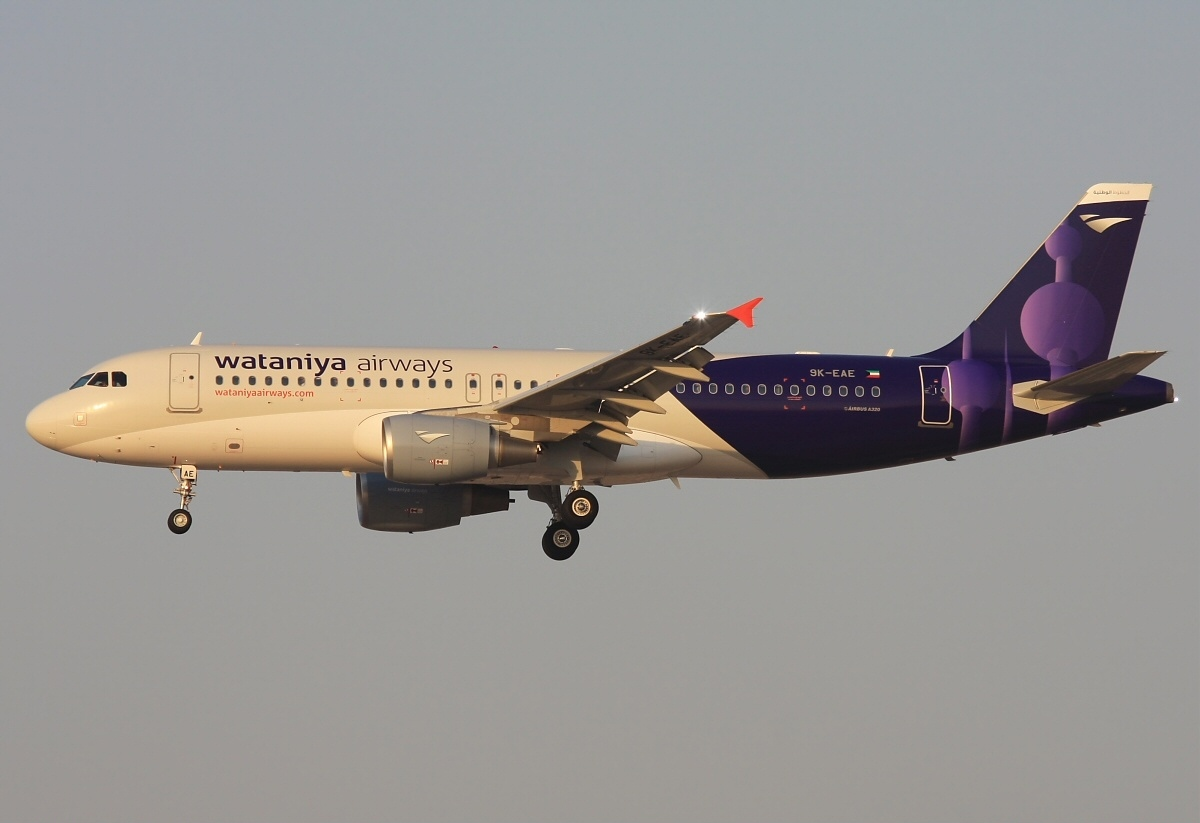
Airbus A320 de Wataniya Airways en 2010.

Wataniya Airways est une compagnie aérienne basée au Koweit, aujourd'hui disparue.
Elle a été fondée en 2006, et s'est vue retirer sa licence en 2018.